# Парламентські вибори в Сан-Марино 1988
Парламентські вибори в Сан-Марино відбулися 29 травня 1988 року. Християнсько-демократична партія знову стала найбільшою партією парламенту, отримавши 27 місць. Християнсько-демократична і Комуністична партії сформували коаліцію. Проте, в березні 1992 року СХДП змінила свого коаліційного партнера на Соціалістичну партію. 

## Результати
| Партія                                                    | Голоси | %    | Місць | +/–  |
| --------------------------------------------------------- | ------ | ---- | ----- | ---- |
| Християнсько-демократична партія                          | 9 001  | 44,1 | 27    | +1   |
| Комуністична партія                                       | 5 852  | 28,7 | 18    | +3   |
| Об'єднана соціалістична партія                            | 2 781  | 13,6 | 8     | 0    |
| Соціалістична партія                                      | 2 266  | 11,1 | 7     | -2   |
| Соціалісти за реформу (Соціалістична демократична партія) | 217    | 1,1  | 0     | -1   |
| Республіканська партія                                    | 279    | 1,4  | 0     | нова |
| Недійсних/порожніх бюлетенів                              | 737    | –    | –     | –    |
| Всього                                                    | 21 133 | 100  | 60    | 0    |
| Зареєстрованих виборців/ Явка                             | 26 052 | 81,1 | –     | –    |
| Джерело: Nohlen & Stöver                                  |        |      |       |      |